# Persicúlides
Els persicúlides (Persiculida) són un ordre d'equinoderms holoturoïdeus. Els tàxons que s'hi inclouen es classificaven en l'ordre Aspidochirotida, que ha estat abandonat ja que ha resultat ser polifilètic.

## Taxonomia
L'ordre Persiculida inclou 39 espècies en tres famílies; quatre gèneres no s'han assignat encara a cap família en concret:
- Gènere Benthothuria Perrier R., 1898
- Gènere Hadalothuria Hansen, 1956
- Gènere Hansenothuria Miller & Pawson, 1989
- Gènere Oloughlinius Pawson et al., 2015

- Família Gephyrothuriidae Koehler & Vaney, 1905
  - Gènere Gephyrothuria Koehler & Vaney, 1905
  - Gènere Paroriza Hérouard, 1902
- Família Molpadiodemidae Miller et al., 2017
  - Gènere Molpadiodemas Heding, 1935
- Família Pseudostichopodidae Miller et al., 2017
  - Gènere Pseudostichopus Théel, 1886